# 東和町米谷
東和町米谷（とうわちょうまいや）は、宮城県登米市東和地区にある大字。旧登米郡米谷村と同郡楼台村、登米郡秋実村、登米郡米谷町、登米郡東和町米谷に相当する。登米郡郵便番号は987-0902。

## 概要
東和町米谷は、西部の宮城県道202号東和登米線と国道398号が交差する地域に集落が密集している。

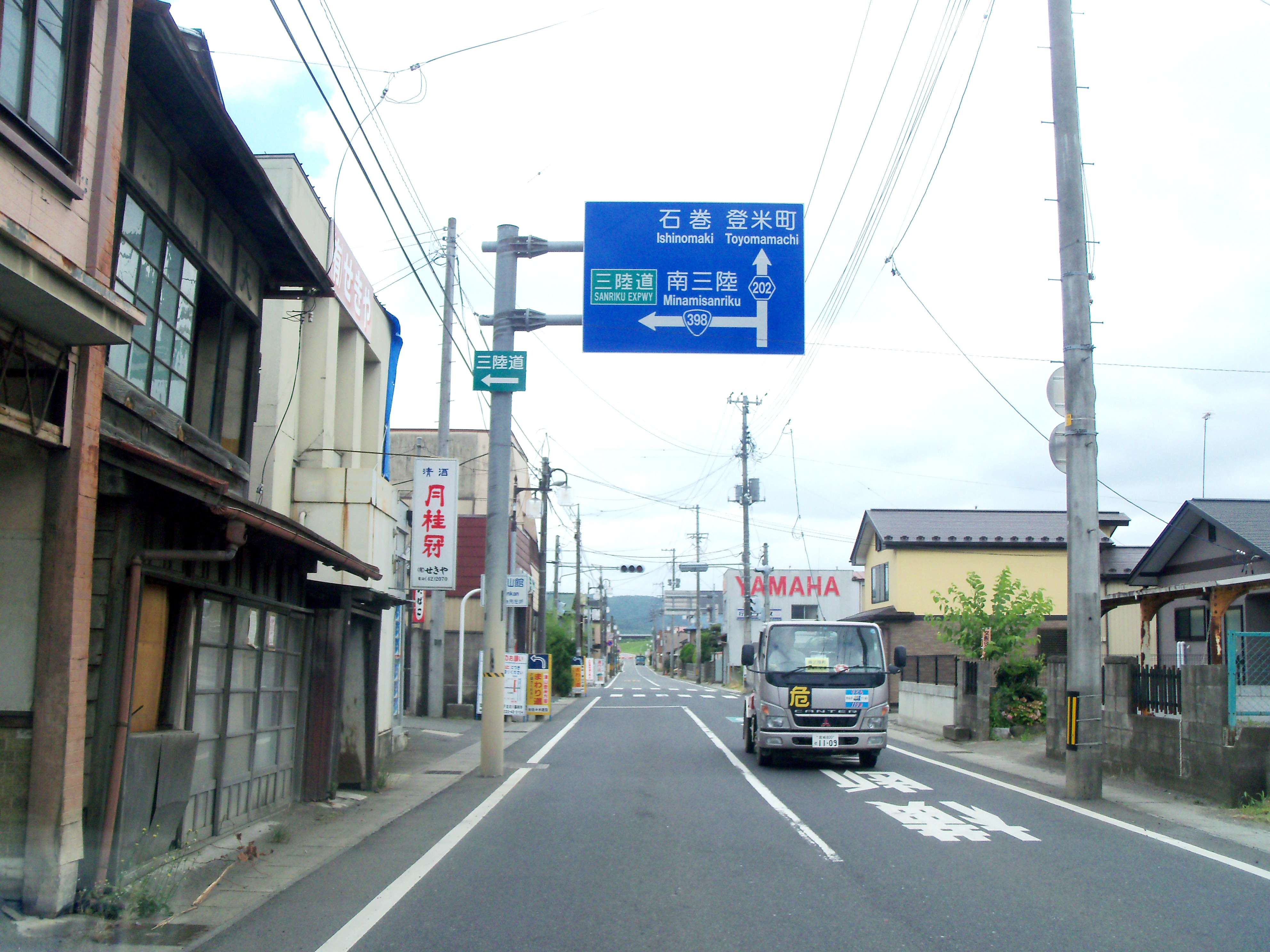
県道202号沿いのようす（2011年7月）
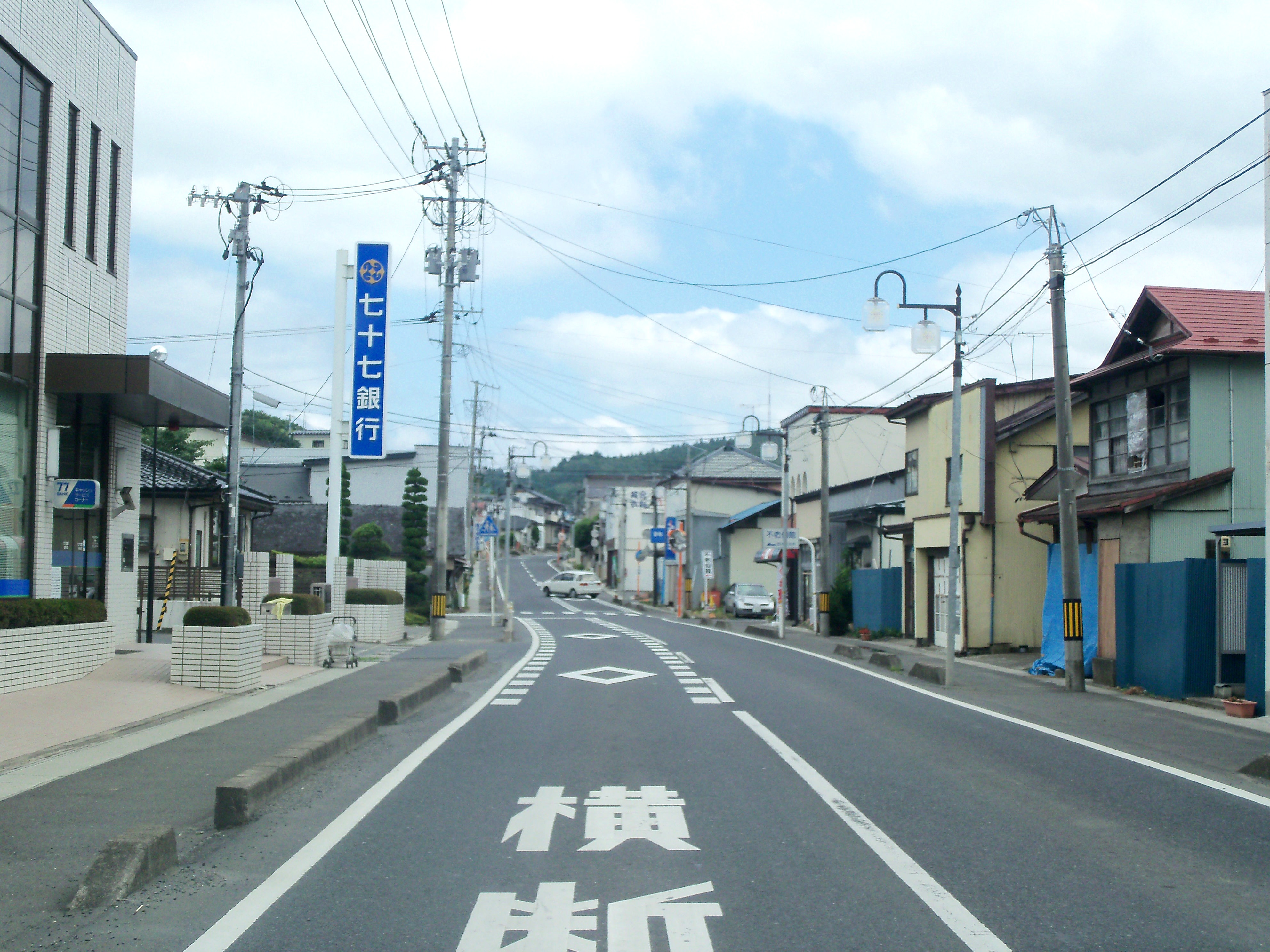
国道398号沿い、旧七十七銀行米谷支店付近（2011年7月）

## 地理
東は本吉郡南三陸町入谷と、西は登米市中田町浅水と、北は東和町米川や東和町錦織と、南は登米町大字日根牛と接する。

### 河川
- 北上川
- 二股川
- 大関川

### 小字
デジタル庁公表のアドレス・ベース・レジストリの「宮城県町字マスターデータセット」（2024年8月13日時点）によれば、東和町米谷の小字は以下の通りである。
| 大字       | 小字 |            |        |
| ---------- | ---- | ---------- | ------ |
| 大字       | 小字 | 東和町米谷 | 字相川 |
| 字悪戸     |      | 東和町米谷 |        |
| 字雨乞     |      | 東和町米谷 |        |
| 字越路     |      | 東和町米谷 |        |
| 字沖ノ田   |      | 東和町米谷 |        |
| 字恩田     |      | 東和町米谷 |        |
| 字覚仙     |      | 東和町米谷 |        |
| 字関口     |      | 東和町米谷 |        |
| 字岩の沢   |      | 東和町米谷 |        |
| 字岩沢     |      | 東和町米谷 |        |
| 字吉田     |      | 東和町米谷 |        |
| 字宮ケ沢   |      | 東和町米谷 |        |
| 字宮ノ前   |      | 東和町米谷 |        |
| 字宮石     |      | 東和町米谷 |        |
| 字宮前     |      | 東和町米谷 |        |
| 字午房巻   |      | 東和町米谷 |        |
| 字金谷     |      | 東和町米谷 |        |
| 字元町     |      | 東和町米谷 |        |
| 字古舘     |      | 東和町米谷 |        |
| 字荒谷     |      | 東和町米谷 |        |
| 字荒馬沢   |      | 東和町米谷 |        |
| 字黒森     |      | 東和町米谷 |        |
| 字根廻     |      | 東和町米谷 |        |
| 字根廻一号 |      | 東和町米谷 |        |
| 字根廻三号 |      | 東和町米谷 |        |
| 字根廻二号 |      | 東和町米谷 |        |
| 字根郭     |      | 東和町米谷 |        |
| 字細待井   |      | 東和町米谷 |        |
| 字細野     |      | 東和町米谷 |        |
| 字山桑     |      | 東和町米谷 |        |
| 字山崎     |      | 東和町米谷 |        |
| 字山田     |      | 東和町米谷 |        |
| 字寺沢     |      | 東和町米谷 |        |
| 字小山     |      | 東和町米谷 |        |
| 字小袋     |      | 東和町米谷 |        |
| 字沼田     |      | 東和町米谷 |        |
| 字照井     |      | 東和町米谷 |        |
| 字新沖田   |      | 東和町米谷 |        |
| 字新吉田   |      | 東和町米谷 |        |
| 字新細待井 |      | 東和町米谷 |        |
| 字新山     |      | 東和町米谷 |        |
| 字新菅浪   |      | 東和町米谷 |        |
| 字新大沢   |      | 東和町米谷 |        |
| 字新中渡戸 |      | 東和町米谷 |        |
| 字森合     |      | 東和町米谷 |        |
| 字水流     |      | 東和町米谷 |        |
| 字菅浪     |      | 東和町米谷 |        |
| 字石花     |      | 東和町米谷 |        |
| 字石橋     |      | 東和町米谷 |        |
| 字川口     |      | 東和町米谷 |        |
| 字大沢     |      | 東和町米谷 |        |
| 字大嶺     |      | 東和町米谷 |        |
| 字滝の沢   |      | 東和町米谷 |        |
| 字滝沢     |      | 東和町米谷 |        |
| 字沢尻     |      | 東和町米谷 |        |
| 字鍛冶屋   |      | 東和町米谷 |        |
| 字地蔵田   |      | 東和町米谷 |        |
| 字中ノ沢   |      | 東和町米谷 |        |
| 字中渡戸   |      | 東和町米谷 |        |
| 字朝田貫   |      | 東和町米谷 |        |
| 字長円田   |      | 東和町米谷 |        |
| 字鳥海     |      | 東和町米谷 |        |
| 字天神前   |      | 東和町米谷 |        |
| 字天神峯   |      | 東和町米谷 |        |
| 字土手内   |      | 東和町米谷 |        |
| 字南沢     |      | 東和町米谷 |        |
| 字二ツ石   |      | 東和町米谷 |        |
| 字日面     |      | 東和町米谷 |        |
| 字八合     |      | 東和町米谷 |        |
| 字表       |      | 東和町米谷 |        |
| 字福平     |      | 東和町米谷 |        |
| 字福平山   |      | 東和町米谷 |        |
| 字平倉     |      | 東和町米谷 |        |
| 字野地     |      | 東和町米谷 |        |
| 字来京     |      | 東和町米谷 |        |
| 字楼台     |      | 東和町米谷 |        |
| 字六反     |      | 東和町米谷 |        |

## 歴史
米谷地区における略年表。
- 1871年（明治4年） - 廃藩置県により米谷村が誕生する[7]。
- 1872年（明治5年） - 米谷村と楼台村が合併し秋実村と仮称する[7]。
- 1873年（明治6年） - 米谷郵便取扱所が元町に設置される。下等小学校が東陽寺に開校[8]。
- 1875年（明治8年）北上川、佐沼川などの堤防が決壊し、大損害を被る[9]。 米谷村、錦織村、米川村が誕生する。
- 1876年（明治9年） - 川東7ケ村の区務所が設置される[10]。
- 1886年（明治19年） - 巡査駐在所が設置される[11]。
- 1889年（明治22年） - 上記3村が町村制を施行[7]。
- 1898年（明治31年） - 米谷農会が設立[12]。
- 1903年（明治36年） - 米谷村が町制を施行し米谷町となる[7][13]。
- 1905年（明治38年） - 米谷船橋が架かる[7]。
- 1914年（大正3年） - 電線が架設され、域内にはじめて電灯が灯る[14]。
- 1930年（昭和5年） - 米谷大橋が架かる[7]。
- 1943年（昭和18年） - 久美愛病院米谷分院（現在の登米市立米谷病院）が設置される[7]。
- 1947年（昭和22年） - 米谷中学校が開校[15]。
- 1948年（昭和23年） - 宮城県登米高等学校定時制課程米谷分校が開校。
- 1957年（昭和32年） - 米谷町と日高村が町村合併し、東和町が誕生[7][13]。それに伴い、米谷町は米谷となった。
- 2005年（平成17年） - 東和町が他の登米郡の町々、本吉郡津山町と合併し、登米市が誕生。米谷は東和町米谷となった[16][13]。
- 2008年（平成20年） - 新米谷大橋が架かる[17][18]。

## 施設
- 登米市米谷公民館
- 登米市立米谷病院
- 米谷郵便局
- 秈荷神社[19]
- 三滝堂インターチェンジ
- 登米東和インターチェンジ
- 道の駅三滝堂
- 不老仙館
- 東陽寺（原田宗輔の菩提寺）

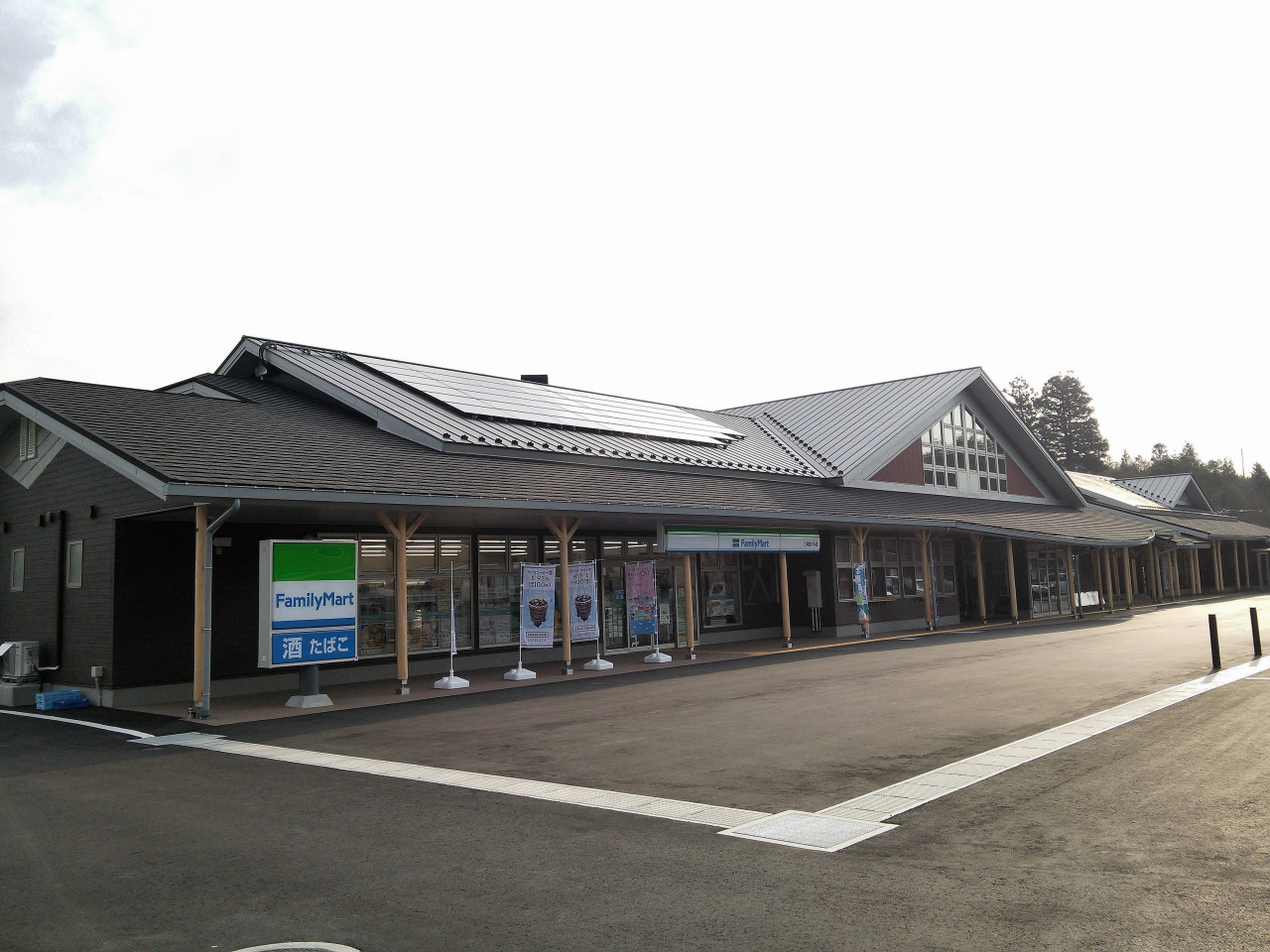
道の駅三滝堂（2018年3月）

- 里山民宿 かじか村 - 宮城県が舞台の連続テレビ小説であるおかえりモネのロケ地として、使用された[20]。

## 交通

### 鉄道
域内に鉄道駅はない。最寄駅は柳津駅（JR気仙沼線）が挙げられる。
ただし、仙北鉄道が廃止される1968年までは米谷駅が、東北地方太平洋沖地震が発生した2011年3月11日までは志津川駅（JR気仙沼線）が最寄り駅であった。

### 道路
- 国道346号
- 国道398号
- 宮城県道202号東和登米線
- 登米市道三滝堂インター線[21]
- 三陸沿岸道路登米志津川道路[21]
- 新米谷大橋[18]
- 岩の沢橋[18]

### バス
- 南三陸乗合バス[22]
  - 志津川登米線
- 登米市市民バス[22][23]
  - 東西循環線
  - 登米線
  - 津山線
  - 東和線

## 学区
公立学校であれば、登米市立東和小学校および登米市立東和中学校に進学する。